# Pád člověka

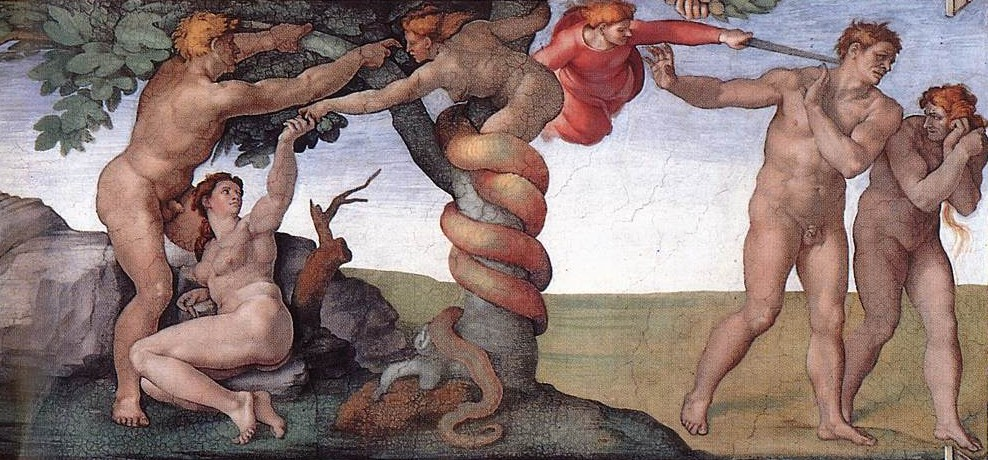
Michelangelo Buonarroti: Pád a vyhnání z ráje, freska v Sixtinské kapli

Pád člověka je pojem z oboru křesťanské teologie, jehož obsahem jsou teologické souvislosti prvotního hříchu z příběhu o Adamovi a Evě. Ten je popsán ve třetí kapitole starozákonní knihy Genesis.
Přestože příběh o Adamovi a Evě sdílí s křesťanstvím i ostatní významná abrahámovská náboženství, je v nich interpretován jinak a nehraje v nich tak významnou roli. V rámci křesťanských dějin spásy totiž tvoří Adam protipól Ježíše Krista, když Adam způsobí odloučení lidstva od Boha a Kristus naopak lidstvo vykoupil svým ukřižováním. V listu Římanům připisovaném Pavlovi z Tarsu je to vyjádřeno v 5. kapitole: A tak tedy: Jako jediné provinění přineslo odsouzení všem, tak i jediný čin spravedlnosti přinesl všem ospravedlnění a život.
I v rámci křesťanství je interpretace příběhu v rámci různých vyznání odlišná například na základě toho, zda je uznáván dědičný hřích. Právě ohledně pádu člověka se tak vedly v minulosti významné teologické spory,  například svatý Augustin se o tomto přel s Pelagiem.